# Luxembourg Centre for Contemporary and Digital History
Le Luxembourg Centre for Contemporary and Digital History (C²DH) est un des trois centres interdisciplinaires de l'Université du Luxembourg créé en 2010. Il est composé d'une équipe interdisciplinaire de chercheurs, de doctorants et du personnel de soutien. Le centre de recherche assure une coopération étroite entre les chercheurs de différentes disciplines en tirant profit des avantages liés à la recherche collaborative et de créer des approches innovantes et de nouvelles perspectives.